# Extremitet

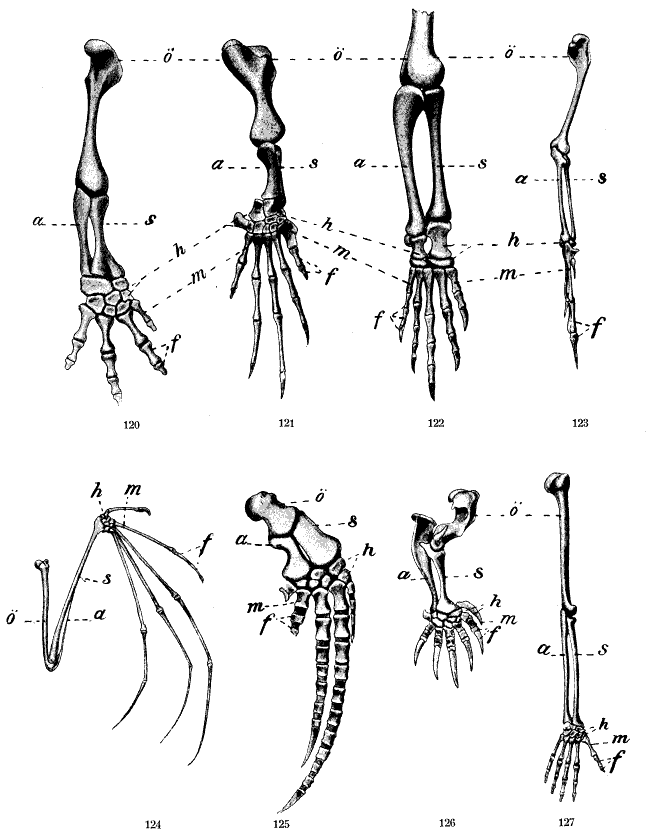
Främre lemmens skelett hos olika djurarter

En extremitet är en utskjutande kroppsdel på människa eller annat djur. Framför allt avses arm eller ben.
Hos ryggradsdjur finns ofta motsvarande ben i de främre extremiteterna oberoende om de används för att simma, löpa, flyga, gräva eller gripa med.